# Josip Pejaković
Josip Pejaković (Travnik, 5. ožujka 1948. – Sarajevo, 18. srpnja 2025.) bio je bosanskohercegovački glumac.

## Životopis
Postao je poznat po monodramama "On meni nema Bosne", "Oj živote" i "O, izbjeglice". Glumio je još u televizijskim serijama i filmovima.

## Uloge
- Uvrijeđeni čovjek (1972.)
- Papirna (1973.)
- Odbornici (1975.)
- Porobdžije (1976.)
- Osma ofanziva (1979.)
- Ljudski faktor (1981.)
- Ukazanje Gospe u selu Grabovica (1982.)
- Hasanaginica (1983.)
- Bratimstvo (1988.)
- Vuk Karadžić (1988.)
- Kuduz (1989.)
- Gluvi barut (1990.)
- Zamka za ptice (1991.)
- Savršeni krug (1997.)
- Sve džaba kao Brko (2006.)
- Teško je biti fin (2007.)